# Charles Hamilton Smith
Charles Hamilton Smith (provincia de Flandes Oriental, 26 de diciembre de 1776 - Plymouth, 21 de septiembre de 1859) fue un artista, militar, naturalista, ilustrador, anticuario y espía británico nacido en Bélgica. Charles llegó a dar nombre incluso a algunas subespecies de perros, consideradas sinónimos, como canis lupus terrarius y canis lupus urcani.

## Algunas publicaciones

### Militaria
- History of the Seven Years' War in Germany by Generals Lloyd and Tempelhoff. With Observations, Maxims, &c., of General Jomini. Traducido del alemán y del francés, v. 1 [1809].
- Secret Strategical Instructions of Frederic the Second for his Inspectors General. Traducido del alemán. Coventry 1811.
- Sketch of the Science and Art of War. In: Aide Memoire to the Military Sciences 2.ª ed. v. 1, Londres 1853, S. 1–30 (Digitalisat).

### Indumentaria
- Costumes of the Army of the British Empire, according to the last regulations 1812. Grabados × J. C. Stadler, publicó Colnaghi & Co. Londres 1812–15.
  - Neudruck Wellington's army. The uniforms of the British soldier, 1812–1815. Planchas × Charles Hamilton Smith. Texto de Philip Haythornthwaite. Greenhill, Londres 2002, ISBN 1-85367-501-6.
- Selections of the Ancient Costume of Great Britain and Ireland, from the Seventh to the Sixteenth Century, out of the collection in the possession of the author. Impreso × William Bulmer, Shakespeare Press, para Messrs. Colnaghi & Co. Londres 1814.
- con Samuel Rush Meyrick: The Costume of the original inhabitants of the British Islands, from the earliest periods to the sixth century. Howlett & Brimmer, Londres 1815.
- con Samul Rush Meyric: The Costume of the Original Inhabitants of The British Isles, from the Earliest Periods to the Sixteenth Century; to which is added, that of the Gothic Nations on the Western Coasts of the Baltic, the Ancestors of the Anglo-Saxons and Anglo-Danes. Impreso × William Bulmer, Shakespeare Press, publicó R. Havell, Londres 1815. 
  - Neudruck Ancient costumes of Great Britain and Ireland from the Druids to the Tudors. Arch Cape Press, New York 1989, ISBN 0-517-67882-9.

### Historia natural
- Animals of America allied to the Antelope. In: Trans. of the Linnean Society of London 13: 28-40, 1822 (on line).
- The Class Mammalia, arranged by Baron Cuvier, with Specific Descriptions × Edward Griffith, Charles Hamilton Smith, Edward Pidgeon. 4 v. Londres 1827 (on line).
- Model of a proposed Statistical Survey of Devon and Cornwall, arranged in Tables. 1840 (impreso en Report & Trans. Devonshire Association for the Advancement of Science, Literature and Art 14: 105-116, 1882 on line).
- The Natural History of Dogs (= The Naturalist's Library Mammalia v. 9–10). 2 v. Edimburgo 1839–40.
- The Natural History of Horses (= The Naturalist's Library Mammalia v. 12). Edimburgo 1841.
- An Introduction to the Mammalia (= The Naturalist's Library Mammalia v. 13). Edimburgo 1842.
- On the Original Population of America. In: Edinburgh New Philosophical Journal 38: 1-20, 1844/1845.
- The Natural History of the Human Species. Edimburgo 1848.

## Abreviatura (zoología)
La abreviatura H. Smith  se emplea para indicar a Charles Hamilton Smith como autoridad en la descripción y taxonomía en zoología.